# 长沙轨道交通职业学院
28°12′13″N 113°17′27″E / 28.20354°N 113.29089°E
长沙轨道交通职业学院（英語：Changsha Rail Transit Institute）坐落在湖南省长沙市浏阳市，为湖南省一所高等专科大学。

## 学校院系
截至2024年，长沙轨道交通职业学院下分5个二级学院和18个专业
- 轨道⻋辆学院
  - 城市轨道车辆应用技术、城市轨道交通通信信号技术、动车组检修技术、城市轨道交通车辆制造与维护、城市轨道交通机电技术

- 轨道运输学院
  - 城市轨道交通运营管理、高速铁路客运服务

- 智能制造学院
  - 新能源汽车检测与维修技术、智能制造装备技术、数据技术
- 数字经济学院
  - 大数据与财务管理、中小企业创业与经营、数字媒体艺术设计、融媒体技术与运营
- 医药健康学院
  - 口腔医学技术、护理、药学、康复治疗技术